# Henryk Domagalski
Henryk Domagalski, ps. Socha (ur. 22 kwietnia 1907 w Częstochowie, zm. 14 listopada 1978 w Łodzi) – polski działacz komunistyczny, sekretarz Komitetu Okręgowego (KO) KPP Piotrków Trybunalski-Częstochowa, przewodniczący Wojewódzkiej Rady Narodowej (WRN) w Łodzi.

## Życiorys
Urodził się 22 kwietnia 1907 r. w Częstochowie, w wielodzietnej rodzinie Czesława i Rozalii. Był bratem: Zygmunta (1888–1943), Heleny (1898–1977), Michała (1909–1985), Teodora i Gustawa (obaj zginęli w KL Auschwitz) oraz Teofila (zginął w Rosji). Nie uczęszczał do szkoły, za to od 1921 r. był włókniarzem. W 1923 r. wstąpił do Związku Młodzieży Komunistycznej (KZMP), a w 1926 r. do KPP. 24 listopada 1923 r. został aresztowany i we wrześniu 1924 r. skazany na wyrok w zawieszeniu. Od 23 kwietnia 1925 do 4 października 1926 r. ponownie więziony (za kolportaż literatury komunistycznej). Po wyjściu na wolność został sekretarzem dzielnicowym, a następnie miejskim KPP w Częstochowie. W 1927 r. przez kilka miesięcy był hutnikiem, ale został zwolniony za organizowanie strajku. W latach 1929–1930 odbył służbę wojskową w 80 Pułku Piechoty w Słonimiu i dosłużył się stopnia kaprala. 23 czerwca 1931 r. został aresztowany i skazany na 5 lat więzienia, po zwolnieniu w 1936 r. został sekretarzem Okręgu KPP Piotrków-Częstochowa.
We wrześniu 1939 r. przeniósł się do Lwowa, gdzie został administratorem budynków mieszkalnych. Do Częstochowy powrócił w maju 1942 r. i po nawiązaniu kontaktu z bratem Zygmuntem wstąpił do PPR. W lutym 1943 r. współtworzył Komitet Powiatowy PPR w Radomsku i został jego sekretarzem. W kwietniu 1944 r. współorganizował konspiracyjną Powiatową Radę Narodową w Radomsku, a 30 lipca 1944 r. został sekretarzem WRN w Łodzi. W październiku 1944 r. uniknął wykonania wyroku śmierci z rąk poszukujących go NSZ.
3 maja 1945 r. został posłem do KRN i przewodniczącym WRN w Łodzi (1945–1950), a w grudniu był delegatem na I Zjazd PPR. W kwietniu 1950 r. został starszym instruktorem Wydziału Administracyjno-Samorządowego KC PZPR, a w 1951 r. dyrektorem Wojewódzkiego Zarządu Przedsiębiorstw i Urządzeń Komunalnych. Od 1961 r. był prezesem Zarządu Okręgowego ZBoWiD. Przewodniczący komisji ds. działaczy ruchu robotniczego przy Komitecie Łódzkim PZPR. Delegat na VI Zjazd PZPR (1971).
Zmarł 14 listopada 1978 r. w Łodzi.

## Ordery i odznaczenia
- Order Sztandaru Pracy I klasy
- Order Krzyża Grunwaldu III klasy
- Krzyż Oficerski Orderu Odrodzenia Polski (22 lipca 1949)[4]
- Złoty Krzyż Zasługi (15 lutego 1946)[5]
- Krzyż Partyzancki

## Upamiętnienie
Jeszcze przed śmiercią Henryka Domagalskiego imieniem jego i jego brata Zygmunta nazwano ulicę w centrum Częstochowy - ul. Braci Domagalskich, obecnie ul. Polskiej Organizacji Wojskowej.